# Сачко, Иосиф Кузьмич
Иосиф Кузьмич Сачко (25 декабря 1916 — 27 августа 1944) — советский лётчик минно-торпедной авиации Военно-Морского флота, участник Великой Отечественной войны, Герой Советского Союза (22.07.1944). Гвардии старший лейтенант (27.07.1944).

## Биография
Родился 25 декабря 1916 года в городе Артёмовск Донецкой области Украины. Окончил аэроклуб имени В. М. Молотова в Днепродзержинске.
В Красной Армии с октября 1937 года. Направлен на службу в пограничные войска на Дальний Восток, где прослужил почти год, но в июне 1938 года его перевели в ВВС по специальности, назначив техником звена в 538-й скоростной бомбардировочный авиационный полк. В 1939 году окончил Иркутское военное авиационно-техническое училище. В 1941—1942 годах был курсантом 17-й военной авиационной школы пилотов РККА в Майкопе, откуда его перевели во 2-ю школу пилотов ВВС ВМФ. С 1943 года служил в 3-м запасном авиационном полку ВВС ВМФ.
Участник Великой Отечественной войны с марта 1944 года. Освоил способ топ-мачтового бомбометания. 20 и 21 июня 1944 года участвовал в уникальной операции — разрушении плотины ГЭС на реке Свирь силами морской авиации. Все 2 дня лётчики без передышки делали один боевой вылет за другим, нанося удары по плотине. Только 21 июня десять бомб попали в цель, и плотина была разрушена по длине до 35 метров. Лейтенант Сачко выполнил 2 вылета на это задание и оба раза добился попаданий в цель, несмотря на мощный зенитный огонь. Река Свирь вошла в нормальное русло. К исходу дня 21 июня войска 7-й армии Карельского фронта прорвали вражескую оборону и захватили несколько плацдармов на правом берегу реки. Путь для наступления советских войск был расчищен, так началась Свирско-Петрозаводская операция. 14 июля 1944 года его экипаж потопил вражеский транспорт в финских шхерах.
К 17 июля 1944 года лётчик 51-го минно-торпедного авиационного полка 8-й минно-торпедной авиационной дивизии ВВС Краснознамённого Балтийского флота гвардии лейтенант Сачко Иосиф Кузьмич совершил 8 боевых вылетов, потопил транспорт противника. 16 июля участвовал в воздушной операции по потоплению немецкого крейсера ПВО «Ниобе» в финской военно-морской базе Котка. Сачко находился в составе второй ударной группы (3 «Бостона»), которые сбросили на цель 6 авиабомб ФАБ-1000, две из которых попали в среднюю и кормовую части корабля, а остальные разорвались в воде непосредственно у его бортов, после чего «Ниобе» начал тонуть.
Указом Президиума Верховного Совета СССР от 22 июля 1944 года «за образцовое выполнение заданий командования и проявленные мужество и героизм в боях с немецко-фашистскими захватчиками» лейтенанту Сачко Иосифу Кузьмичу присвоено звание Героя Советского Союза с вручением ордена Ленина и медали «Золотая Звезда».
Вскоре был переведён в 1-й гвардейский минно-торпедный авиационный полк ВВС Балтийского флота. Погиб при выполнении боевого задания 27 августа 1944 года — самолёт был сбит вражеским истребителем при заходе в торпедную атаку на немецкий конвой, экипаж погиб.
Кроме звания Героя, был награждён орденом Красной Звезды (24.06.1944).

## Память
- Мемориальная доска установлена в городе Константиновка Донецкой области на здании профессионального лицея № 113.
- Имя начертано на памятнике морским лётчика в Калининграде и на мраморной плите у памятника в деревне Клопицы Волосовского района Ленинградской области.
- В городе Каменское Днепропетровской области в его честь названа улица.